# Edmund Breon

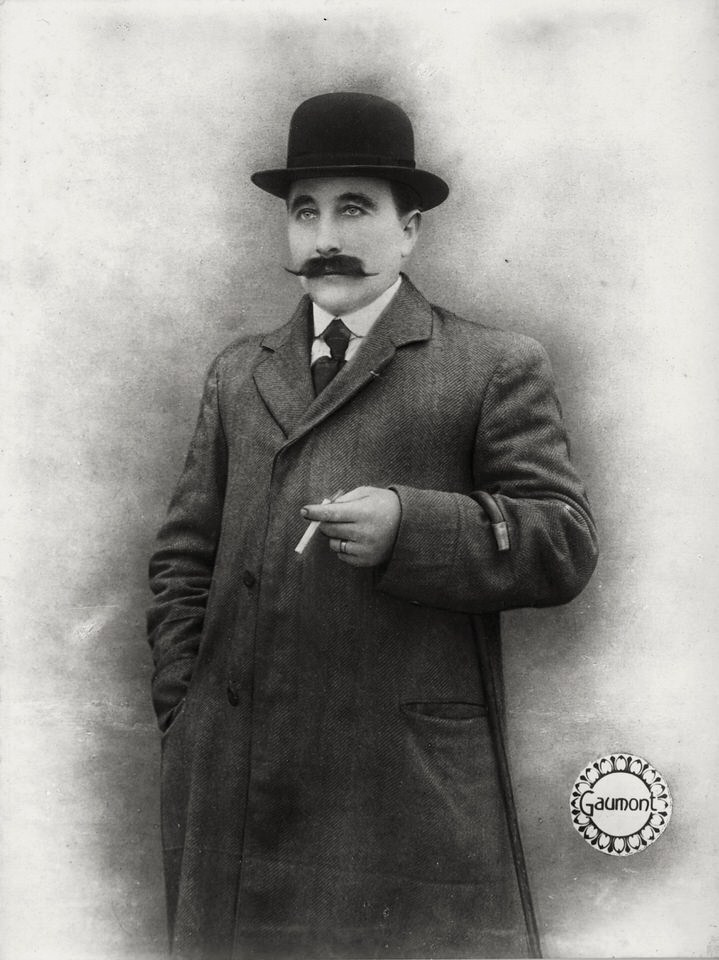
Edmund Breon als Inspektor Juve (1913)

Edmund Breon, gebürtig Edmond McLaverty, (* 12. Dezember 1882 in Hamilton, Schottland; †  24. Juni 1953 in Cork, Irland) war ein britischer Schauspieler.

## Leben und Karriere
Edmund Breon machte seine ersten Karriereschritte mit der reisenden Theatergruppe von John Hare. Er stieg zu einem erfolgreichen Theaterschauspieler seiner Zeit auf, der sowohl auf Londoner Bühnen als auch am Broadway in New York aktiv war. Zwischen 1909 und 1922 war er unter dem Namen Edmond Bréon in zahlreichen französischen Stummfilmen zu sehen, häufig unter der Regie von Louis Feuillade. 1913 spielte er in der französischen Stummfilmreihe Fantomas den Polizeikommissar Juve, der dem Dieb Fantômas nachjagt. Die Reihe war ein großer Erfolg und diese Filme zählen heute zu den bedeutendsten Werken der französischen Stummfilmära. In den 1920er-Jahren kehrte Breon wieder ans Theater zurück.
Erst mit Beginn der Tonfilmzeit trat Breon wieder regelmäßig als Filmschauspieler in Erscheinung, nunmehr allerdings im englischsprachigen Raum. In den 1930er- und 1940er-Jahren wirkte er in rund 60 amerikanischen und britischen Kinofilmen mit. Häufig wurde Breon in Nebenrollen als Offizier, Kommissar oder Aristokrat eingesetzt. Er war unter anderem als Dr. Barkstone in Gefährliche Begegnung neben Edward G. Robinson zu sehen und spielte einen reichen Lebemann im Sherlock-Holmes-Film Jagd auf Spieldosen, dem seine Zuneigung zu jungen Frauen zum tödlichen Verhängnis wird. Eine seiner letzten Rollen hatte er als Dr. Ambrose im Science-Fiction-Film Das Ding aus einer anderen Welt. Edmund Breon spielte seine letzte Filmrolle im Jahre 1952 und starb ein Jahr später in Irland.

## Filmografie (Auswahl)
- 1909: La Cigale et la Fourmi
- 1913/1914: Fantomas (Fantômas)
- 1913: Le mort qui tue
- 1928: A Little Bit of Fluff
- 1930: Start in die Dämmerung (The Dawn Patrol)
- 1931: Uneasy Virtue
- 1931: Chances
- 1932: Wedding Rehearsal
- 1933: No Funny Business
- 1934: Das Privatleben des Don Juan (The Private Life of Don Juan)
- 1934: Die scharlachrote Blume (The Scarlet Pimpernel)
- 1935: The Divine Spark
- 1938: Dangerous Medicine
- 1938: Der Lausbub aus Amerika (A Yank at Oxford)
- 1939: Auf Wiedersehen, Mr. Chips (Goodbye, Mr. Chips)
- 1944: Scotland Yard greift ein (The Lodger)
- 1944: So ein Papa (Casanova Brown)
- 1944: Das Haus der Lady Alquist (Gaslight)
- 1944: Gefährliche Begegnung (The Woman in the Window)
- 1945: Spiel mit dem Schicksal (Saratoga Trunk)
- 1945: The Man in Half Moon Street
- 1946: Jagd auf Spieldosen (Dressed to Kill)
- 1946: Devotion [1943 gedreht]
- 1947: Amber, die große Kurtisane (Forever Amber)
- 1948: Betrogene Jugend (Enchantment)
- 1948: Lassies Heimat (Hills of Home)
- 1949: Lassie in Not (Challenge to Lassie)
- 1949: Blutige Diamanten (Rope of Sand)
- 1951: Das Ding aus einer anderen Welt (The Thing from Another World)
- 1952: Die Söhne der drei Musketiere (At Sword’s Point)